# Championnats du monde d'Ironman 2001
Navigation
Édition précédente Édition suivante
Les championnats du monde d'Ironman 2001 se déroule le 6 octobre 2001 à Kailua-Kona dans l'État d'Hawaï. Ils sont organisés par la World Triathlon Corporation.

## Résultats du championnat du monde

### Hommes
| Pos.     | Temps           | Nom               | Pays             | Détail temps    | Détail temps | Détail temps    | Détail temps | Détail temps    |
| Pos.     | Temps           | Nom               | Pays             | Natation        | T1           | Cyclisme        | T2           | Course à pied   |
| -------- | --------------- | ----------------- | ---------------- | --------------- | ------------ | --------------- | ------------ | --------------- |
|          | 8 h 31 min 18 s | Timothy DeBoom    | États-Unis       | 52 min 01 s     | 1 min 00 s   | 4 h 48 min 17 s | 4 min 04 s   | 2 h 45 min 54 s |
|          | 8 h 46 min 10 s | Cameron Brown     | Nouvelle-Zélande | 52 min 16 s     | 1 min 04 s   | 4 h 53 min 29 s | 1 min 14 s   | 2 h 58 min 05 s |
|          | 8 h 47 min 40 s | Thomas Hellriegel | Allemagne        | 55 min 35 s     | 1 min 33 s   | 4 h 47 min 42 s | 1 min 24 s   | 3 h 01 min 25 s |
| 4        | 8 h 49 min 43 s | Normann Stadler   | Allemagne        | 56 min 14 s     | 1 min 11 s   | 4 h 45 min 13 s | 1 min 06 s   | 3 h 05 min 57 s |
| 5        | 8 h 49 min 49 s | Lothar Leder      | Allemagne        | 52 min 08 s     | 1 min 00 s   | 4 h 56 min 01 s | 57 s         | 2 h 59 min 42 s |
| 6        | 8 h 51 min 19 s | Marc Herremans    | Belgique         | 54 min 06 s     | 1 min 20 s   | 4 h 58 min 25 s | 1 min 27 s   | 2 h 55 min 59 s |
| 7        | 8 h 53 min 00 s | Andreas Niedrig   | Allemagne        | 52 min 13 s     | 1 min 15 s   | 4 h 53 min 26 s | 1 min 21 s   | 3 h 04 min 44 s |
| 8        | 8 h 55 min 33 s | Cameron Widoff    | États-Unis       | 54 min 01 s     | 1 min 00 s   | 5 h 02 min 04 s | 1 min 06 s   | 2 h 57 min 20 s |
| 9        | 8 h 56 min 28 s | Steve Larsen      | États-Unis       | 1 h 00 min 45 s | 1 min 46 s   | 4 h 33 min 32 s | 1 min 14 s   | 3 h 19 min 09 s |
| 10       | 8 h 57 min 30 s | Christoph Mauch   | Suisse           | 54 min 03 s     | 1 min 06 s   | 5 h 02 min 42 s | 1 min 26 s   | 2 h 58 min 10 s |
| Source : |                 |                   |                  |                 |              |                 |              |                 |

### Femmes
| Pos.     | Temps            | Nom                | Pays       | Détail temps    | Détail temps | Détail temps    | Détail temps | Détail temps    |
| Pos.     | Temps            | Nom                | Pays       | Natation        | T1           | Cyclisme        | T2           | Course à pied   |
| -------- | ---------------- | ------------------ | ---------- | --------------- | ------------ | --------------- | ------------ | --------------- |
|          | 09 h 28 min 37 s | Natascha Badmann   | Suisse     | 59 min 55 s     | 1 min 30 s   | 5 h 16 min 07 s | 1 min 30 s   | 3 h 09 min 33 s |
|          | 09 h 32 min 59 s | Lori Bowden        | Canada     | 1 h 01 min 04 s | 1 min 17 s   | 5 h 25 min 55 s | 1 min 32 s   | 3 h 03 min 09 s |
|          | 09 h 41 min 01 s | Nina Kraft         | Allemagne  | 54 min 09 s     | 1 min 45 s   | 5 h 29 min 30 s | 1 min 16 s   | 3 h 14 min 18 s |
| 4        | 09 h 41 min 35 s | Paula Newby-Fraser | États-Unis | 56 min 31 s     | 1 min 35 s   | 5 h 28 min 42 s | 1 min 50 s   | 3 h 12 min 55 s |
| 5        | 09 h 48 min 34 s | Karen Smyers       | États-Unis | 56 min 56 s     | 1 min 27 s   | 5 h 29 min 19 s | 1 min 20 s   | 3 h 19 min 31 s |
| 6        | 09 h 51 min 20 s | Fernanda Keller    | Brésil     | 58 min 37 s     | 48 s         | 5 h 32 min 40 s | 1 min 00 s   | 3 h 18 min 13 s |
| 7        | 09 h 57 min 33 s | Wendy Ingraham     | États-Unis | 52 min 15 s     | 1 min 17 s   | 5 h 34 min 10 s | 2 min 15 s   | 3 h 27 min 34 s |
| 8        | 09 h 57 min 36 s | Gina Kehr          | États-Unis | 53 min 15 s     | 1 min 15 s   | 5 h 39 min 14 s | 52 s         | 3 h 22 min 57 s |
| 9        | 10 h 00 min 58 s | Heather Fuhr       | Canada     | 1 h 04 min 48 s | 1 min 29 s   | 5 h 46 min 06 s | 1 min 14 s   | 3 h 07 min 19 s |
| 10       | 10 h 03 min 30 s | Jill Savege        | Canada     | 52 min 11 s     | 1 min 22 s   | 5 h 51 min 59 s | 2 min 17 s   | 3 h 15 min 39 s |
| Source : |                  |                    |            |                 |              |                 |              |                 |